# 온두라스의 코로나19 범유행
다음은 온두라스의 코로나19 범유행 현황에 대한 설명이다.
SARS-CoV-2로 인해 전세계적으로 진행 중인 COVID-19의 유행병은 2020년 3월 10일 처음으로 온두라스로 확산된 것으로 확인되었는데, 이 중 한 여성은 스페인 마드리드에서 출발한 비행기에서 톤콘틴 국제공항에 착륙하고 다른 한 명은 스위스 제네바에서 비행기를 타고 온 라몬 비예다 모랄레스 국제공항에 착륙한 후 양성반응을 보였다. 2020년 4월 21일 현재 온두라스에서 확인된 환자는 510명, 코르테스주 349명, 프란시스코모라산주 59명, 콜론주 29명, 아틀란티다주 20명 등이며, 46명이 사망하고 30명이 바이러스와 합병증을 회복했다. 온두라스 18개 주 중 11개 부서에서 확인된 사례가 보고됐다.
그 이후로, 그 나라는 해양, 항공, 육지 경계선을 폐쇄했다. 전국 모든 수준의 교육을 중단했고, 전국적인 통행금지를 명령했다. 그리고 기본적인 식품과 특정 의료 물품과 장비에 대한 가격은 동결되었다.

## 배경
세계보건기구(WHO)는 12일 2019년 12월 31일 처음 WHO의 주목을 받았던 중화인민공화국 후베이성 우한시의 한 집단에서 신종 코로나바이러스가 호흡기 질환의 원인임을 확인했다. 이 군단은 처음에 우한화난수산물도매시장과 연결되어 있었다. 그러나 실험실 확정 결과가 나온 그 첫 사례들 중 일부는 시장과 연관성이 없었고, 전염병의 근원은 알려져 있지 않다.
2003년 사스와 달리 COVID-19의 경우 치명률은 훨씬 낮았지만, 총 사망자 수가 상당할 정도로 감염 경로는 훨씬 더 컸다. COVID-19는 전형적으로 약 7일 정도의 독감과 유사한 증상을 보이며, 그 후 일부 사람들은 병원에 입원해야 하는 바이러스성 폐렴의 증상으로 발전한다. 3월 19일부터 COVID-19는 더 이상 "높은 결과 감염병"으로 분류되지 않았다.

## 같이 보기
- 북아메리카의 코로나19 범유행
- 나라별 코로나19 범유행
- 2009년 인플루엔자 범유행